# Frederick Russell Burnham

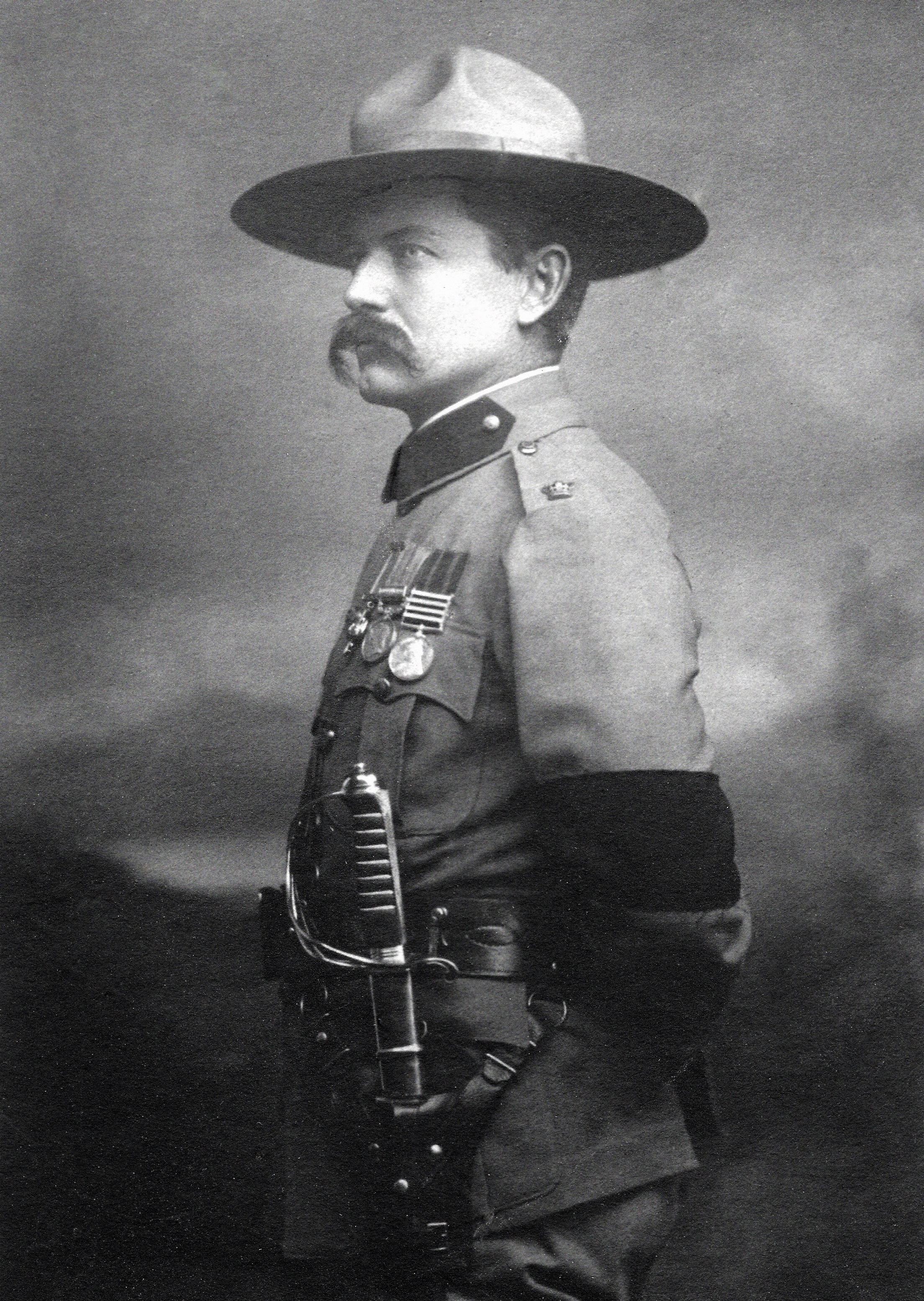
Frederick Russell Burnham, 1902

Frederick Russell Burnham, DSO, (* 11. Mai 1861 in Tivoli, Minnesota, USA; † 15. September 1947 in Three Rivers, Kalifornien, USA) war ein Major der British Army und Befehlshaber der Aufklärungseinheiten im Zweiten Burenkrieg unter Feldmarschall Roberts. Er war ein Bekannter von Robert Baden-Powell, von dem er in den damals als „Pfadfinderfertigkeiten“ bezeichneten Aufklärungsmethoden unterrichtet wurde.

## Leben
1875, mit 14 Jahren, begann er seine Laufbahn als Scout in den Apachenkriegen im Südwesten Amerikas (Texas und Oklahoma), dabei kam er auch bis nach Mexiko. Danach war er Cowboy, Büffeljäger und erneut Kundschafter bei den Indianerverfolgungen.
Mit General George Crook war er 1882 neben dem Chefscout Al Sieber in Arizona. In Pinal County (Arizona) wurde er zum Deputy Sheriff ernannt.
1893 zog Burnham mit seiner Frau und seinem jungen Sohn nach Südafrika, um für die Britische Südafrika-Gesellschaft zu arbeiten. Kurz darauf brachen die Matabelekriege aus und Burnham kämpfte für die Britische Südafrika-Gesellschaft im späteren Süd-Rhodesien. Während des Ersten Matabelekrieges war Burnham einer von nur drei Überlebenden der Shangani Patrol. Im Zweiten Matabelekrieg spielte Burnham eine Hauptrolle, da es ihm gelang, den Anführer der Matabele, einen Medizinmann namens M’limo, welcher sich als Prophet des Kriegsgottes Mlimo sah, in einer den Matabele heiligen Höhle aufzulauern und am 24. Juni 1896 zu töten. Am 18. August kamen Boten der verbliebenen Izinduna Sikombo und Inyanda ins Lager und baten um Friedensverhandlungen. Drei Tage später kam es zu einem über vierstündigen Gespräch zwischen ihnen, Cecil Rhodes und 40 weiteren Häuptlingen.
Nach der Beendigung der Kämpfe in Rhodesien kehrte Burnham in die USA zurück, wo er sich am Klondike-Goldrausch beteiligte. Bei Ausbruch des Zweiten Burenkriegs wurde Burnham zurück nach Südafrika gerufen und dort vom britischen Oberbefehlshaber Frederick Roberts, 1. Earl Roberts zum Chief of Scouts ernannt. Im Range eines Majors verließ er die britische Armee nach nur einem halben Jahr, da seine Verwundungen zu schwer für weitere Einsätze im Feld waren. Die Verleihung des Victoria-Kreuz lehnte er jedoch ab, da er hierfür seine amerikanische Staatsbürgerschaft hätte aufgeben müssen.
Viele Jahre lang, angefangen vom Zweiten Burenkrieg, hatte Fritz Joubert Duquesne die Aufgabe Burnham umzubringen. Beide trafen sich 1910 das erste Mal in Washington, D.C., wo sie beide separat im Kongress der Vereinigten Staaten für ein Gesetz warben, welches das Importieren von afrikanischem Jagdwild in die Vereinigten Staaten legalisieren sollte (H.r. 23621). Nachdem Burnham nach Amerika zurückgekehrt war, war er immer noch für Großbritannien in der Spionageabwehr tätig, wobei seine Tätigkeiten oft Duquesne betrafen.
Während des Ersten Weltkriegs erhielt Theodore Roosevelt vom US-Kongress die Genehmigung, mehrere Freiwilligen-Divisionen für die Infanterie der US Army aufzustellen. Eine davon, bekannt geworden als Roosevelt’s World War I volunteers, bestand unter anderem aus Burnham, Seth Bullock und John M. Parker; sie war 1917 für den Einsatz in Frankreich vorgesehen. Präsident Woodrow Wilson machte jedoch von seinem Recht als Oberbefehlshaber Gebrauch und untersagte den Einsatz der Freiwilligen.
1927 wurde ihm von den Boy Scouts of America der Titel eines Honorary Scout verliehen, eine Auszeichnung, welche im selben Jahr eingeführt worden war. Diese Auszeichnung wurde verliehen an „Amerikanischen Bürger, welche durch ihre Leistungen im Wettstreit mit der Natur, Entdeckungen und erstrebenswerte Abenteuer von so herausragendem Charakter sind, dass sie die Vorstellungskraft unserer Jugend beflügeln …“

## Allan Quatermain
Allan Quatermain ist eine Romangestalt des englischen Schriftstellers Henry Rider Haggard. Inspiriert wurde Haggard (nach eigenen Angaben) dabei durch das Leben und die Reiseberichte des seinerzeit bekannten Großwildjägers Frederick Courteney Selous und Burnham, an dessen Leben und Persönlichkeit sich die Romanfigur anlehnt.

## Literatur

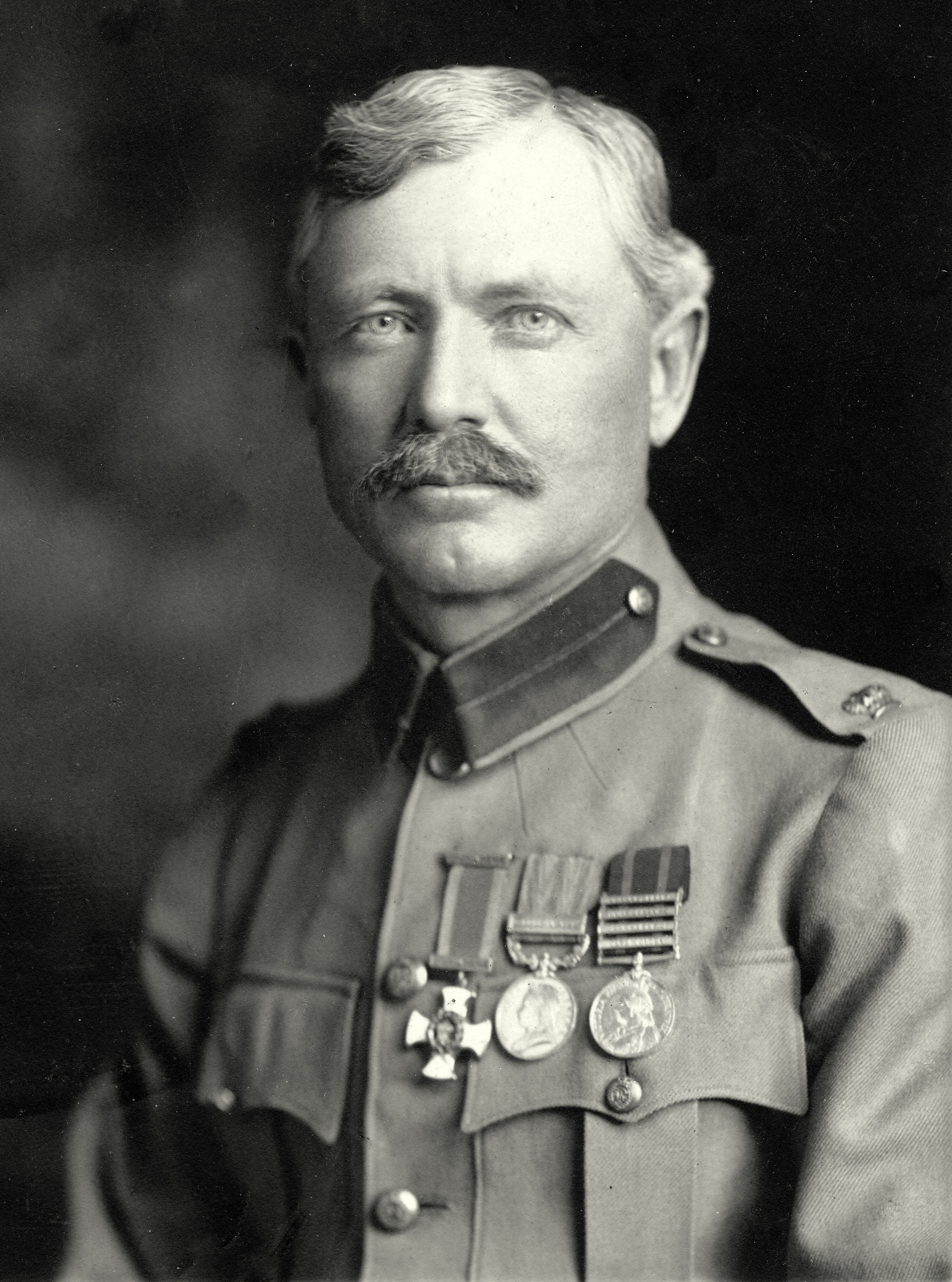
Major Burnham